# CASA CN-235
CASA CN-235
スペイン空軍のCASA CN-235M-100
- 用途：輸送機
- 製造者：EADS CASA・IPTN
- 運用者

  -  トルコ（空軍、海軍、沿岸警備隊）
  -  スペイン（空軍）
  -  インドネシア（空軍）
  -  アメリカ合衆国（空軍、沿岸警備隊）
  - 他
- 初飛行：1983年11月11日
- 生産数：273機
- 運用開始：1988年3月1日
- 運用状況：現役

CASA/IPTN CN-235は地域型旅客機および軍用輸送機としてスペインのCASAとインドネシアのIPTNで共同開発された中距離双発ターボプロップ機。軍隊仕様では海洋哨戒、監視、部隊輸送の用途がある他、ガンシップとした対地攻撃型も登場している。最大の運用国は、計61機を保有するトルコ。

## 設計・開発
スペインのCASAとインドネシアのIPTNの合弁事業で計画され、計画管理のためエアテック社 (Airtech) が作られた。設計と製造の責務は、2社で半分ずつ担当された。後のバージョンは各々独立して開発され、実質的に協力して設計されたのはシリーズ 10とシリーズ 100/110のみであった。
設計は1980年1月から始まり、1983年11月11日に初めて飛行した。スペインとインドネシアで1986年6月20日に認可された。量産機の初飛行は1986年8月19日であった。そして、連邦航空局の承認は1986年12月3日に与えられた。CN-235はメルパチ・ヌサンタラ航空が1988年3月1日に初運航した。
CN-235はアメリカ沿岸警備隊に中距離監視海洋哨戒機 (MRSMPA) プログラムとして選定された。2004年にロッキード・マーティンを主請負業者に契約された。採用されたHC-144A オーシャン・セントリー  (Ocean Sentry) は2006年12月にミッション・パッケージを導入するため、EADS CASAからロッキード・マーティンへ届けられた。2009年4月2日に初期作戦能力（IOC）を達成し、2009年7月1日までに8機が引き渡された。
2008年7月にメキシコ海軍は6機のCN-235を注文すると発表した。
2006年8月にアフリカの航空会社サファイア (Safair)とティコ (Tiko Air) が3機のCASA CN-235-10を運用している。アジアンスピリットもフィリピンで唯一のCN-235-220を運用していた。
1995年にCASAはCN-235の胴体を引き延ばしたEADS CASA C-295の開発を開始している。

## 派生型
CN235-10
GE CT7-7Aエンジンを積む最初の量産型（15機ずつ製造）
CN235-100/110
GE CT7-9Cへ換装したシリーズ 10。1988年に31機目からシリーズ 10に代わって生産された。電気系統、警告・環境システムを改善。スペインでの設計がシリーズ 100、インドネシアでの設計がシリーズ 110となる。
CN235-200/220
改良型。より重い運用重量を満たすため、構造を強化。航空力学的な改善のため、主翼の前縁と方向舵を変更。最大ペイロード状態での着陸滑走距離を減らし、航続距離が延長された。シリーズ 200がスペインで、シリーズ 220がインドネシア。
CN235-300
ハネウェル社のアビオニクス一式を採用した200/220シリーズのCASA改変型。他は与圧の改善さとオプションである前輪の複車輪化に備えた変更。
CN235-330 フェニックス
オーストラリア空軍で計画された戦術輸送機の調達に、IPTNがハネウェル製アビオニクスの更新、ARL-2002 EWシステム、最大離陸重量16.800kg （37.037 lb）へ引き上げなどシリーズ 200/220の改良型を提案。財政的な理由で1998年にキャンセルされた。
CN235 MPA
海洋哨戒機。6箇所のハードポイントを追加し、AM-39かMk46魚雷を搭載可能。
HC-144 オーシャンセントリー
HU-25 ガーディアンの更新用として、アメリカ沿岸警備隊向けに設計された捜索救難型。-300MP型をもとに設計されており、8機が発注された。32機の取得を計画。
AC-235
ヨルダン空軍が導入したガンシップ型。胴体左側にM230LF 30mmチェーンガンを装備し、スポンソン両側にヘルファイアやロケット弾ポッドを携行するパイロンを追加している。

## 運用者

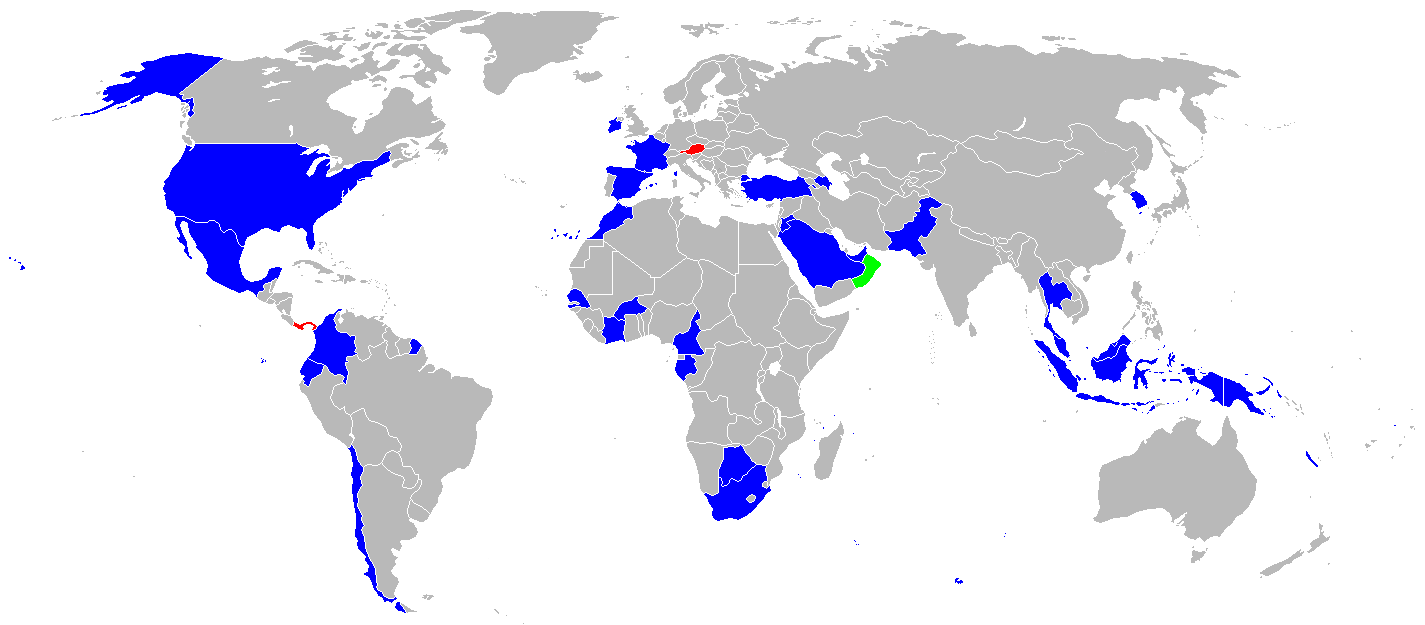
CN-235の運用国

ボツワナ
- ボツワナ空軍

 ボプタツワナ
- ボプタツワナ空軍 （南アフリカ空軍へ編入）

 ブルネイ
- ブルネイ空軍 （1機）

 ブルキナファソ
- ブルキナファソ空軍 （1機）

 カメルーン
- カメルーン空軍（1機）

 チリ
- チリ陸軍（CN-235-100 × 4）

 コロンビア
- コロンビア空軍
- コロンビア海軍

 エクアドル
- エクアドル陸軍 - 2024年時点で、1機のCN-235を保有[6]。
- エクアドル海軍 - 2024年時点で、1機のCN-235-100、1機のCN-235-300Mを保有[7]。

 フランス
- フランス空軍 - 2024年時点で、19機のCN-235M-100、8機のCN-235M-300を保有[8]。

 ガボン
- ガボン空軍 - 2024年時点で、1機のCN-235M-100を保有[9]。

 コートジボワール
- コートジボワール空軍（1機を発注[10]）

 インドネシア
- インドネシア空軍（CN235-100M, CN235-220M, CN235MPA）

 アイルランド
- アイルランド国防軍航空部隊（CN235MPA × 2）

 ヨルダン
- ヨルダン空軍

 マダガスカル
- マダガスカル空軍 - 2023年時点で、1機のCN-235Mを保有[11]。

 マレーシア
- マレーシア空軍（CN235-220 × 8）

 メキシコ
- メキシコ海軍 （2010年9月までに受領する予定[12][13]）

 モロッコ
- モロッコ空軍 - 2024年時点で、5機のCN-235を保有[14]。

 ネパール
- ネパール軍航空隊 - 2023年時点で、1機のCN-235M-220を保有[15]。

 パキスタン
- パキスタン空軍 - 2023年時点で、4機のCN-235M-220を保有[16][17]。

 パナマ
- パナマ空軍 1994年まで

 パプアニューギニア
- パプアニューギニア国防軍

 韓国
- 韓国空軍（20機） 1994年5月より運用
- 韓国海洋警察庁（4機） 2011年5月より運用

 サウジアラビア
- サウジアラビア空軍

 南アフリカ共和国
- 南アフリカ空軍（1機）

 セネガル
- セネガル空軍（1機を発注[10]）

 スペイン
- スペイン空軍（20機）
- グアルディア・シビル（CN-235 MPA × 2）
- 海難救助隊（CN-235 MPA × 3）

| トルコ空軍の所属機 |  | トルコ沿岸警備隊の所属機 |
| トルコ空軍の所属機 |  | トルコ沿岸警備隊の所属機 |

;  トルコ
- トルコ空軍（CN235-100M × 50）
- トルコ海軍（CN-235 ASW/ASuW MPA タレス製AMASCOS (Airborne Maritime Situation & Control System) × 9）
- トルコ沿岸警備隊（CN-235 MPA タレス製AMASCOS × 3）

 アラブ首長国連邦
- アラブ首長国連邦海軍

 アメリカ合衆国
- アメリカ空軍 第427夜間戦闘隊 - 特殊作戦用に使用。理由は不明であるが、同空軍の公式名称が与えられずに運用されている。
- アメリカ沿岸警備隊（HC-144）

 タイ
- タイ王国国家警察 (CN235-300 × 1)

## 諸元・性能 (CN-235-100)

二面図。

出典: greg goebel (2011年5月1日). “CASA Cargolifters: C-212, CN-235, & C-295” (英語). 2011年12月25日閲覧。
諸元
- 乗員: 2名
- 定員: 兵員45名
- ペイロード: 5,950 kg （13,120 lbs）
- 全長: 21.40 m （70 ft 3 in）
- 全高: 8.18 m （26 ft 10 in）
- 翼幅: 25.8 m（84 ft 8 in）
- 翼面積: 59 m² （634.8 ft²）
- 空虚重量: 8,800 kg （19,400 lbs）
- 最大離陸重量: 15,100 kg （33,290 lbs）
- 動力: ゼネラル・エレクトリック CT7C ターボプロップ、1,395 kW （1,750 bhp）   × 2

性能
- 最大速度: 509 km/h (275 kn)
- 巡航速度: 460 km/h (250 kn)
- 航続距離: 　
  - 4t積載時: 2,870 km (1,550 nmi)
  - 最大燃料時: 5,003 km (2,701 nmi)
- 実用上昇限度: 9,145 m （30,000 ft）
- 上昇率: 542 m/min （1,780 ft/min）
- 離陸滑走距離: 755 m （2,475 ft）
- 着陸滑走距離: 600 m （1,970 ft）